# Lavorazione dei vetri del Cimento

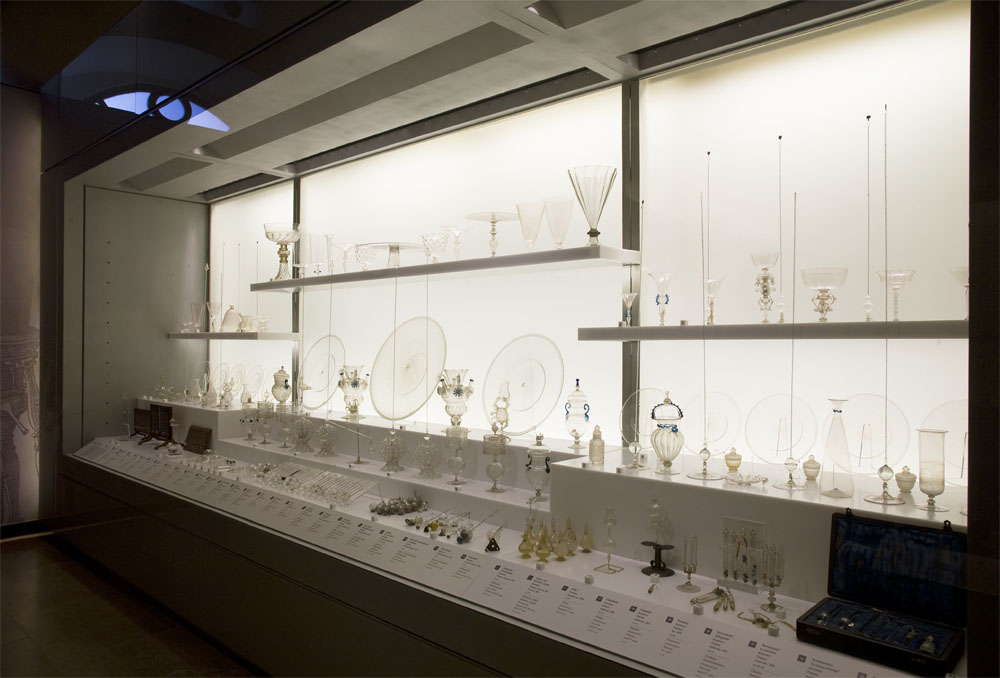
I vetri dell'Accademia del Cimento nella sala dedicata al Museo Galileo di Firenze.

I vasi e i bicchieri che fanno parte della collezione di vetreria dell'Accademia del Cimento mostrano tipologie ben precise, rintracciabili anche nei disegni contemporanei e in certi casi tipiche della vetraria veneta. Essi sono stati lavorati con diverse tecniche.

## À la Façon de Venise
Espressione francese che significa "in stile veneziano". Vengono così definiti numerosi oggetti in vetro soffiato realizzati fra il XVI e il XVII secolo dai vetrai muranesi o da artefici che ne imitarono lo stile, nei Paesi Bassi, in Belgio, in Spagna e in Toscana.

## Incisione alla ruota o a punta di diamante
Procedimento per scavare o incidere o graffiare la superficie del vetro e del cristallo. Viene eseguito con la ruota o la punta di diamante.

## Lavorazione alla pinza
Speciale lavorazione ottenuta con una pinza "pizzicando" i vari ornamenti costituiti da filamenti ancora allo stato plastico. Alla pinza si lavorano i manici, le decorazioni crestate, le alette, i cordoncini e gli altri elementi decorativi.

## Lume di lucerna
Lavorazione tipica toscana in uso nelle fornaci medicee almeno dal 1591. Veniva eseguita modellando parti di vetro al calore di una lampada. Si realizzavano piccoli oggetti, fiori soprattutto, ma anche uccelli, delfini e altri animali. Questa lavorazione era tuttavia diffusa in Toscana anche in precedenza: già nel 1587, infatti, i vetrai che eseguivano piccoli oggetti alla lampada trovarono ospitalità nelle botteghe artigianali al piano terreno degli Uffizi.

## Mezza stampatura
Artificio tecnico col quale si applica al fondo di un vetro soffiato ancora attaccato alla canna un'ulteriore calotta vitrea, che riceve una decorazione a costolature o a baccellature dalla sua impressione in uno stampo aperto.